# Сопряжённые уравнения
Сопряжённые уравнения — уравнения с операторами, сопряжёнными друг другу:
{\displaystyle Au=f},
{\displaystyle A^{*}v=l}.
Широко используются в решении задач математической физики. Зачастую практическое значение имеет не само решение задачи {\displaystyle Au=f}, а значение линейного функционала {\displaystyle (l,u)}. Учитывая, что {\displaystyle (l,u)=(l,A^{-1}f)=((A^{-1})^{*}l,f)=((A^{*})^{-1}l,f)=(v,f)}, видно, что вместо решения многих уравнений с разными правыми частями {\displaystyle f} можно один раз решить сопряжённое уравнение, после чего просто вычислять значение функционала.